# TOY HOME
『TOY HOME』（トイホーム）は、PLAYSTATION Storeで配信されているPlayStation 3用ファンタジーカーアクション。

## 概要
プレイヤーは、架空の子供部屋等でミニカーを走らせ、障害物を崩したりしながらステージ上のコインを集めることでポイントを獲得する。障害物に体当たりしたとき等はデュアルショック3の振動機能が働き、6軸検出システムで車体をコントロールしてドリフト走行も可能。
2008年2月21日には追加アイテムとして、『TOY HOME 2nd Gear』（500円）が配信された。